# Alexis Allah
Alexis Allah est né en 1961 à Zengouanou, dans la région de Bouaké, en Côte d'Ivoire.
Élevé dans le culte d'animisme, son père est paysan et sa mère ménagère. Enfant, Alexis va fréquenter l'école catholique des missionnaires, poursuit sa scolarité au collège "Victor Hugo" de Bouaké, puis au lycée moderne et classique de Dimbokro.
C'est en 1985 qu'Alexis Allah arrive en France. Il obtient son baccalauréat au lycée "George Sand" de La Châtre, dans l'Indre, puis intègre l'université de Limoges où il décroche une Maîtrise en Lettres Modernes.
Lors de la saison 1999-2000, il commence sa carrière d'enseignant en tant que professeur de français et publie son premier roman, La Nuit des cauris, une autobiographie parue dans la collection "Encres noires" chez L'Harmattan.
En 2002, il publie L'Enfant palmier, puis L'Œil du marigot. À l'issue de la publication de ce dernier titre, il obtient le prix de l'Académie internationale de Lutèce. 
Alexis Allah est professeur de français en Auvergne.

## Livres
- La Nuit des cauris
- L'Œil du marigot
- L'Enfant palmier
- Caméléon, l'artiste d'Ahoussoukro : contes baoulé de Côte d'Ivoire, L'Harmattan, 2009  (ISBN 978-2-296-09935-7)